# Antonio Starabba di Rudinì
Antonio Starabba di Rudinì (Palermo, 16 de abril de 1839 — 6 de agosto de 1908) foi um político italiano. Ocupou o cargo de primeiro-ministro da Itália.